# Liste der Naturdenkmale in Delitzsch

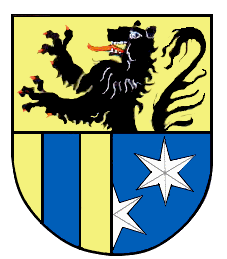
Wappen von Delitzsch

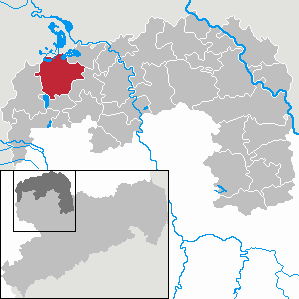
Lage von Delitzsch

In der Liste der Naturdenkmale in Delitzsch werden die Einzel-Naturdenkmale, Geotope und Flächennaturdenkmale in der nordsächsischen Gemeinde Delitzsch und ihren 15 Ortsteilen Beerendorf, Benndorf, Brodau, Döbernitz, Gertitz, Kertitz, Laue, Poßdorf, Rödgen, Schenkenberg, Selben, Spröda, Storkwitz, Werben und Zschepen aufgeführt.
Bisher sind lt. Quellen x Einzel-Naturdenkmale, 1 Geotope und x Flächennaturdenkmale bekannt und hier aufgelistet.
Die Angaben der Liste basieren auf Daten des Geoportal Sachsenatlas und den Daten auf dem Geoportal Nordsachsen.

## Definition
„Gesetz über Naturschutz und Landschaftspflege (BNatSchG), § 28 Naturdenkmäler:
 Naturdenkmäler sind rechtsverbindlich festgesetzte Einzelschöpfungen der Natur oder entsprechende Flächen bis zu fünf Hektar, deren besonderer Schutz erforderlich ist
1. aus wissenschaftlichen, naturgeschichtlichen oder landeskundlichen Gründen oder
2. wegen ihrer Seltenheit, Eigenart oder Schönheit.“

„SächsNatSchG, § 18 Naturdenkmäler (zu § 28 BNatSchG):
1. Die Erklärung nach § 22 Abs. 1 BNatSchG von Teilen von Natur und Landschaft als Naturdenkmal erfolgt durch Rechtsverordnung oder Einzelanordnung.
2. Über § 28 Abs. 1 BNatSchG hinaus können Naturdenkmäler zur Sicherung von Lebensgemeinschaften oder Lebensstätten von im Bestand gefährdeten oder streng geschützten Arten festgesetzt werden.“

## (Einzel-)Naturdenkmale (ND)
Link zu einem Kartenansichtstool, um Koordinaten zu setzen.
| Bild                          | Bezeichnung                      | Lage                                                             | Beschreibung | Datum | Nummer  |
| ----------------------------- | -------------------------------- | ---------------------------------------------------------------- | --- | ----- | ------- |
| mehr Fotos \| Fotos hochladen | Lindenallee am Wallgraben        | Delitzsch Am Wallgraben (51° 31′ 31,1″ N, 12° 20′ 3,8″ O)        | Lindenallee (Tilia) nördlich und östlich des Wallgraben entlang der Stadtmauer in Delitzsch |       | nso:20  |
| mehr Fotos \| Fotos hochladen | 2 Dorf-Eichen                    | Laue (51° 33′ 23,5″ N, 12° 23′ 24,2″ O)                          | zwei Stieleichen (Quercus robur) am westlichen Friedhofseingang in Laue |       | nso:36  |
| mehr Fotos \| Fotos hochladen | Adolf-Tauche-Eiche               | Spröda (51° 31′ 45,1″ N, 12° 26′ 30,5″ O)                        | Stieleiche („Quercus robur“), als „Adolf-Tauche-Eiche“ bezeichnet, seit 1958 unter Naturschutz stehend; befindet sich im östlichen Sprödaer Wald im NSG „Spröde“ und im FFH-Gebiet „Sprödaer Wald und Triftholz“ | 1958  | nso:71  |
| BW                            | Lindenallee                      | Brodau (51° 29′ 54,6″ N, 12° 20′ 23,9″ O)                        | |       | nso:76  |
| mehr Fotos \| Fotos hochladen | Gasthof-Eiche Beerendorf         | Beerendorf Beerendorfer Anger (51° 31′ 25,8″ N, 12° 22′ 34,3″ O) | Stieleiche (Quercus robur) vor dem ehemaligen Gasthof am Beerendorfer Anger |       | nso:91  |
| mehr Fotos \| Fotos hochladen | Eibe an der Stadtmauer           | Delitzsch (51° 31′ 29,2″ N, 12° 20′ 0,4″ O)                      | Eibe (Taxus baccata) nördlich der Stadtmauer am Wallgraben |       | nso:96  |
| mehr Fotos \| Fotos hochladen | Winterlinde Spröda               | Spröda (51° 32′ 34,5″ N, 12° 25′ 34,2″ O)                        | Winterlinde (Tilia cordata) neben dem Gefallenendenkmal in Spröda, Alte Dorfstraße |       | nso:126 |
| mehr Fotos \| Fotos hochladen | Winterlinde an der Schmiede      | Spröda (51° 32′ 35,2″ N, 12° 25′ 53,3″ O)                        | Winterlinde (Tilia cordata) an der ehemaligen Schmiede in Spröda, Alte Dorfstraße |       | nso:127 |
| mehr Fotos \| Fotos hochladen | Dorf-Eiche Spröda                | Spröda (51° 32′ 34,7″ N, 12° 25′ 36,4″ O)                        | Stieleiche (Quercus robur) neben der Bushaltestelle in Spröda, Alte Dorfstraße |       | nso:128 |
| BW                            | Dorf-Linde                       | Benndorf (51° 33′ 18,3″ N, 12° 20′ 10,9″ O)                      | |       |         |
| BW                            | Hudungs-Eiche                    | Benndorf (51° 33′ 29,3″ N, 12° 20′ 7,1″ O)                       | |       |         |
| BW                            | Eiche auf den Loberwiesen Brodau | Brodau (51° 30′ 15,9″ N, 12° 20′ 58,8″ O)                        | |       |         |
| BW                            | Ulme auf den Loberwiesen Brodau  | Brodau (51° 30′ 14″ N, 12° 21′ 3,7″ O)                           | |       |         |
| BW                            | Ehrenberg-Ginkgo                 | Delitzsch (51° 31′ 18,7″ N, 12° 19′ 57,1″ O)                     | |       |         |
| BW                            | Lindenallee Schloßpromenade      | Delitzsch (51° 31′ 26,2″ N, 12° 19′ 41,9″ O)                     | |       |         |
| BW                            | Weißiger Pappeln                 | Delitzsch (51° 30′ 12″ N, 12° 18′ 50,3″ O)                       | |       |         |
| BW                            | Zwei Dorf-Eichen Rödgen          | Rödgen (51° 33′ 3,9″ N, 12° 18′ 20,6″ O)                         | |       |         |
| BW                            | Dorf-Eiche Schenkenberg          | Schenkenberg (51° 32′ 20,4″ N, 12° 18′ 46,5″ O)                  | |       |         |
| BW                            | Winter-Linde                     | Storkwitz (51° 32′ 3,3″ N, 12° 17′ 20,1″ O)                      | |       |         |

## Geotope
Link zu einem Kartenansichtstool, um Koordinaten zu setzen.
| Bild                          | Bezeichnung                           | Lage                                         | Beschreibung | Datum | Nummer |
| ----------------------------- | ------------------------------------- | -------------------------------------------- | --- | ----- | ------ |
| mehr Fotos \| Fotos hochladen | Findling an der ehemaligen Stadtmühle | Delitzsch (51° 31′ 29,6″ N, 12° 19′ 56,7″ O) | eiszeitlicher Findling (Alter unbek.) an der Brücke über den Abfluss des Wallgraben nördlich der Stadtmauer, gegenüber der ehemaligen Stadtmühle in Delitzsch |       | nso:23 |

## Flächen-Naturdenkmale
Link zu einem Kartenansichtstool, um Koordinaten zu setzen.
| Bild                          | Bezeichnung       | Lage                                       | Beschreibung | Datum   | Nummer  |
| ----------------------------- | ----------------- | ------------------------------------------ | --- | ------- | ------- |
| BW                            | Rosentalwäldchen  | Delitzsch (51° 31′ 30″ N, 12° 19′ 44,7″ O) | | tdo: 6  | nso:24  |
| mehr Fotos \| Fotos hochladen | Der Teich         | Laue (51° 33′ 16,5″ N, 12° 23′ 42,1″ O)    | Röhrricht-Teichbiotop östlich Ortschaft Laue mit Abfluss in den Lober-Leine-Kanal                                    | tdo: 8  | nso:149 |
| mehr Fotos \| Fotos hochladen | Trapo-Teich       | Spröda (51° 32′ 50,5″ N, 12° 24′ 22,5″ O)  | in einer Bodensenke gebildeter Röhrricht-See mit angrenzenden Wiesen im Stadtforst nordwestlich Spröda               | tdo: 7  | nso:156 |
| mehr Fotos \| Fotos hochladen | Sumpfwiese Spröda | Spröda (51° 32′ 54,6″ N, 12° 24′ 53,9″ O)  | Feuchtgebiet nordwestlich Spröda am Sprödaer Bach, befindet sich neben der B 183a gegenüber der Einfahrt zur Deponie | tdo: 37 | nso:157 |

## Ehemalige Naturdenkmale
Link zu einem Kartenansichtstool, um Koordinaten zu setzen.
| Bild | Bezeichnung           | Lage                                        | Beschreibung                                         | Datum | Nummer |
| ---- | --------------------- | ------------------------------------------- | ---------------------------------------------------- | ----- | ------ |
| BW   | Dorf-Eiche Beerendorf | Beerendorf (51° 31′ 20″ N, 12° 22′ 19,5″ O) | Anm.: 2024 ist am Standort kein Baum mehr vorhanden. |       | nso:92 |